# Vader (gruppo musicale)

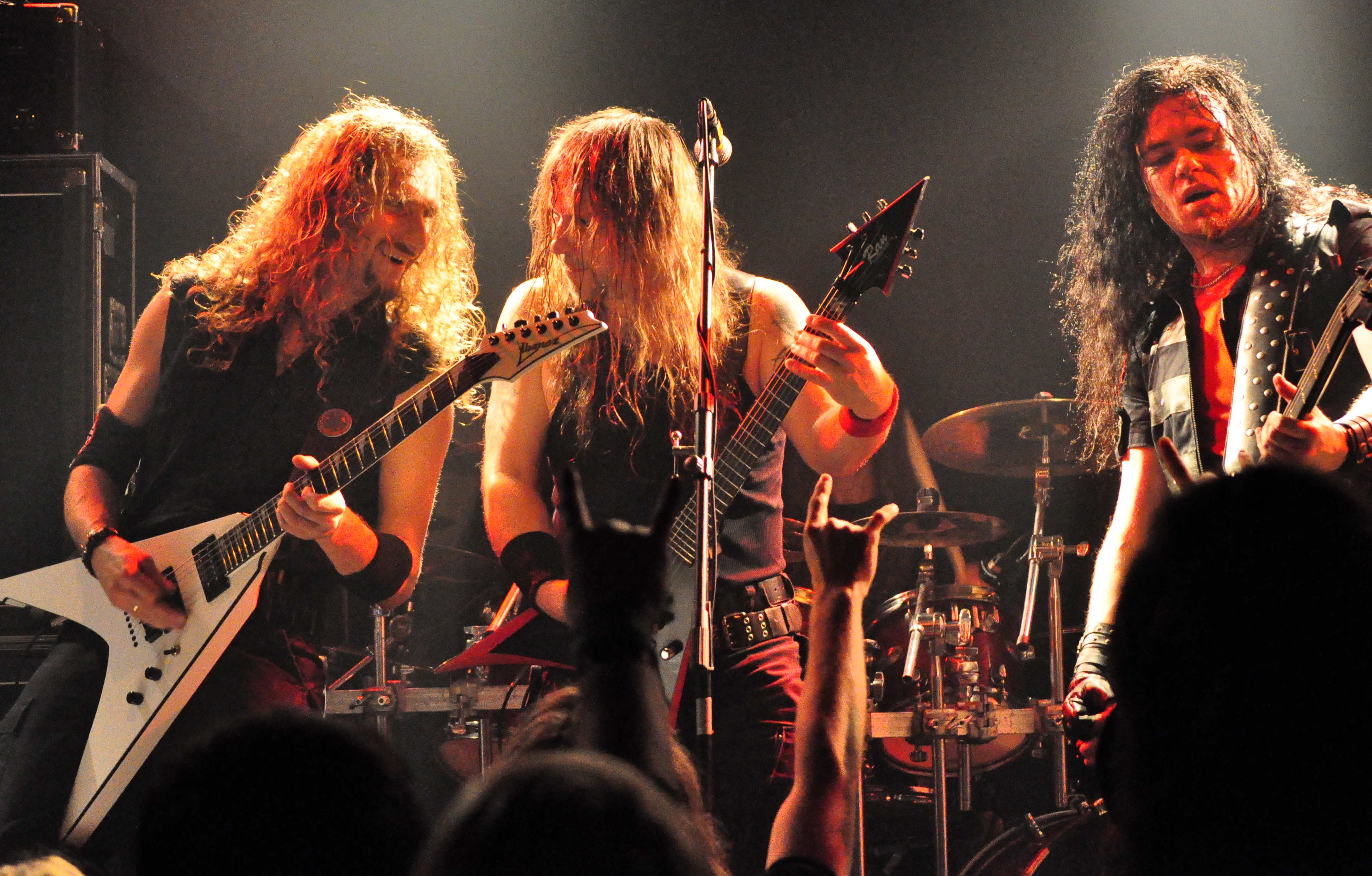
Vader 2011

I Vader sono un gruppo death metal polacco fondato nel 1983.

## Storia

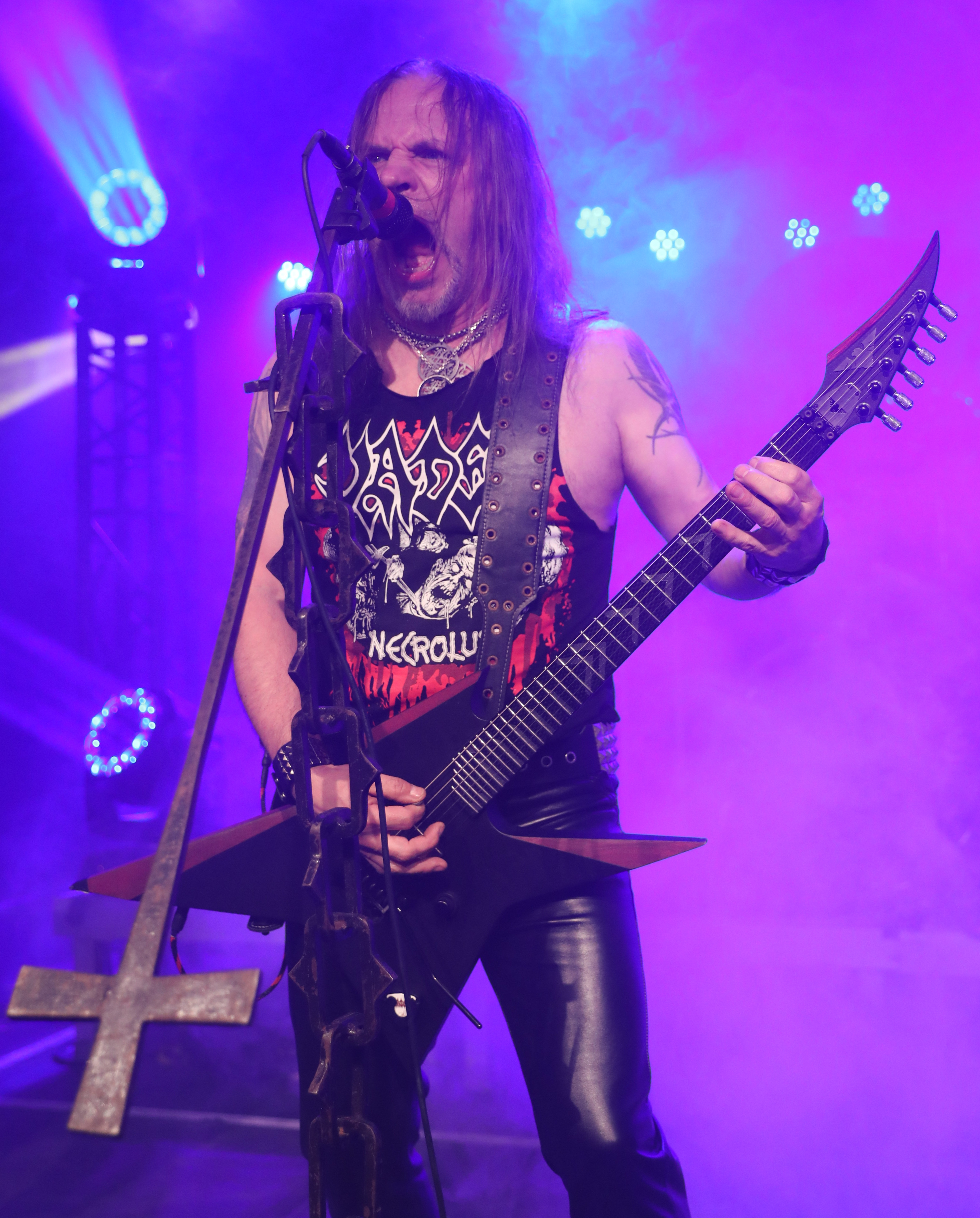
Piotr Wiwczarek, 2023

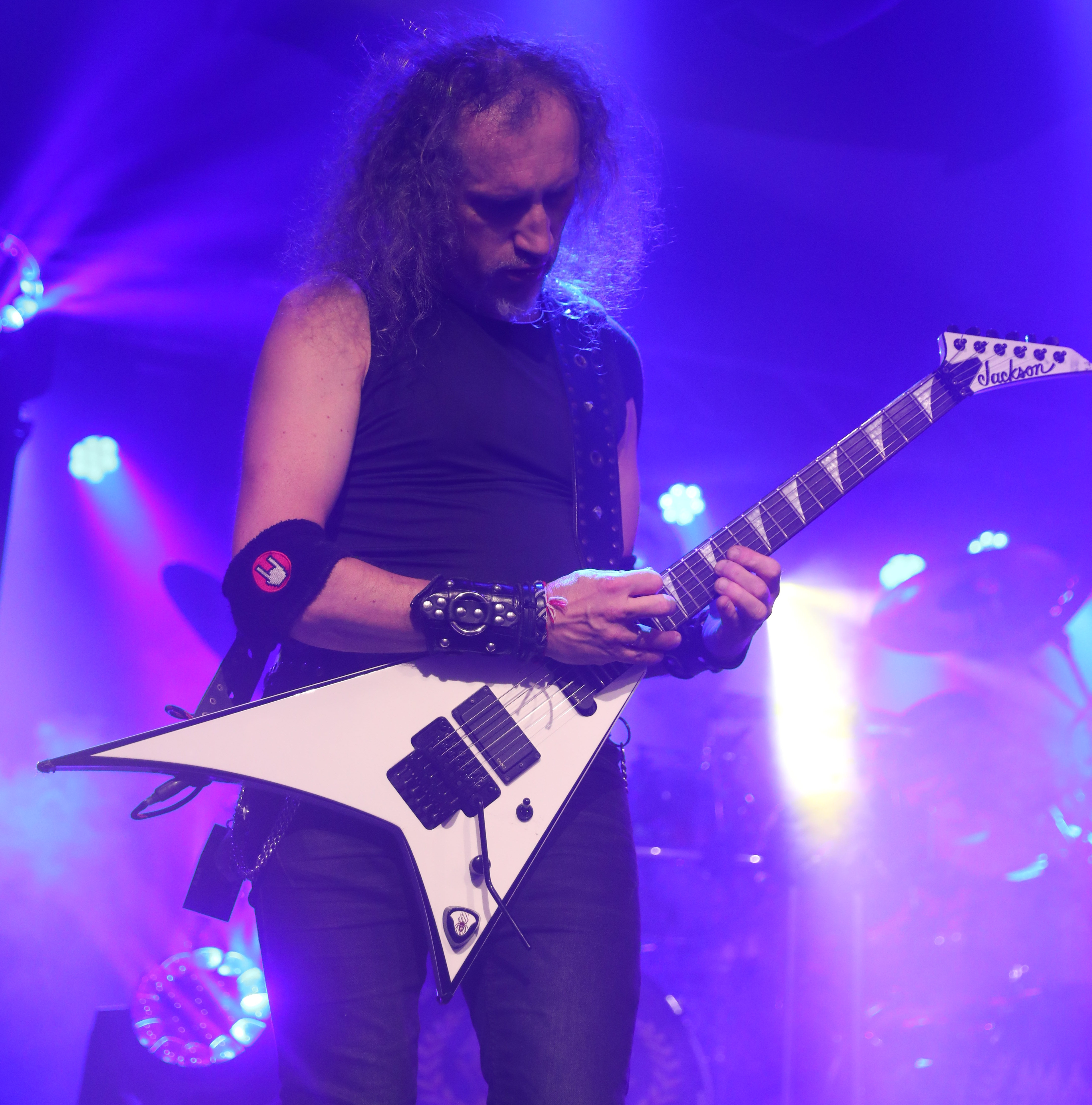
Marek Pająk, 2023

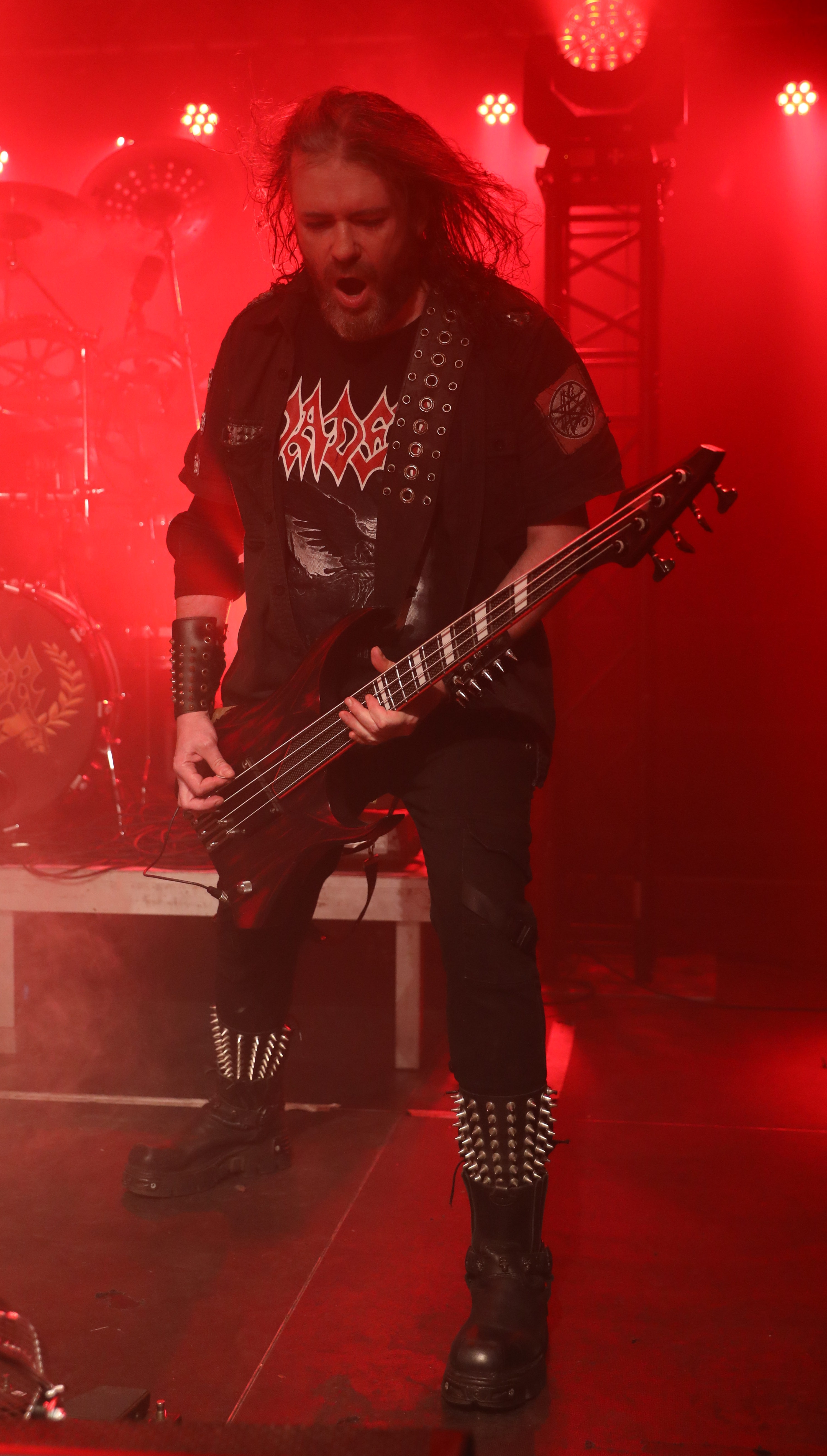
Tomasz Halicki, 2023

I Vader nascono a Olsztyn, in Polonia, nel 1983. Il nome del gruppo venne ispirato da Darth Vader (nome inglese di Dart Fener), personaggio di Guerre stellari. La band pubblica nel 1986 Tyrani Piekieł (Tyrants Of Hell),il primo demo; nel 1989 - Necrolust (Demo) e nel 1990, Morbid Reich. Le canzoni di Morbid Reich appariranno poi sul loro album di debutto, The Ultimate Incantation, pubblicato nel 1993 dalla Earache Records.
Il loro secondo disco, De Profundis (1995), è considerato il loro apice. seguono la raccolta di cover Future of the Past, e Black to the Blind, pubblicati rispettivamente nel 1996 e nel 1997.
Nel 1998 i Vader riescono ottenere un contratto con la casa discografica Metal Blade Records, grazie alla quale nel maggio 2000 pubblicano il loro quarto album, Litany. I seguenti album, Revelations (2002) e The Beast (2004), risultano meno ispirati rispetto ai precedenti. Nell'agosto del 2005 il batterista Krzysztof "Doc" Raczkowski, morì per causa di un tumore a soli 35 anni.
Il 5 settembre del 2006 è stato pubblicato il settimo album in studio, Impressions in Blood. Recentemente i Vader hanno composto Sword of the witcher canzone usata per il lancio pubblicitario del videogioco rpg The Witcher.
Nel 2007 i Vader hanno pubblicato un dvd, chiamato "And Blood was Shed in Warsaw", contenente il concerto tenuto a Varsavia il 12 febbraio dello stesso anno. L'anno successivo hanno prodotto due nuovi EP, "Lead Us!!!" e "The Upcoming Chaos", a supporto di "XXV", raccolta di brani ri-registrati che celebra il venticinquesimo anno dalla fondazione della band. Attualmente i Vader stanno attraversando una fase di notevole mutazione, in quanto sia Mauser che Daray hanno lasciato la band, rispettivamente per gli UnSun, gruppo gothic metal guidato dalla cantante Aya, e per i Dimmu Borgir, per i quali Daray svolge il compito di session-man per i concerti. Alla band si sono aggregati, per ora solo come session-man, il chitarrista Vogg dei Decapitated, il bassista Reyash e il batterista Pawel Jaroszewicz.
Nel 2009 i Vader hanno pubblicato un nuovo album, chiamato Necropolis.
Nel 2011, dopo l'ennesimo cambio di formazione, hanno pubblicato l'album Welcome to the Morbid Reich.

## Formazione

### Formazione attuale
- Piotr Wiwczarek (Peter) - chitarra (1983-presente), voce (1988-presente), basso (1983)
- Marek Pająk (Spider) - chitarra (2010-presente)
- Tomasz Halicki (Hal) - basso (2011-presente)
- Michał Andrzejczyk - batteria (2022-presente)

### Ex componenti
- James Stewart - batteria (2011-2020)
- Paweł Jaroszewicz (Paul) - batteria (2008-2011)
- Tomasz Rejek (Reyash) - basso (2008-2011)
- Marcin Nowak (Novy) - basso (2003-2008)
- Dariusz Brzozowski (Daray) - batteria (2005-2008)
- Maurycy Stefanowicz (Mauser) - chitarra (1997-2008)
- Krzysztof Raczkowski (Docent) - batteria (1988-2005)
- Konrad Karchut (Saimon) - basso (2002-2003)
- Leszek Rakowski (Shambo) - basso (1993-2001)
- Jarosław Łabieniec (China) - chitarra (1991-1997)
- Jacek Kalisz (Jackie) - basso (1989-1991, 1993)
- Piotr Kuzioła (Berial) - basso (1991-1992)
- Robert Struczewski (Astaroth) - basso (1984-1989)
- Grzegorz Jackowski (Belial) - batteria (1985-1988)
- Robert Czarneta (Czarny) - voce (1985-1988)
- Zbigniew Wróblewski (Vika) - chitarra (1983-1986)
- Piotr Tomaszewski (St. Snake) - voce (1984-1985)
- Jacek Mehring - voce (1984)
- Jarosław Czerniecki - basso (1983-1984)
- Daniel Markowski - batteria (1983-1984)
- Robert Bielak - voce (1983)

### Ex turnisti
- Krzysztof Klingbein - batteria (2020-present)
- Marcin Gołębiewski - batteria (1999)
- Doug Williams - basso (2000-2001)
- Marcin Rygiel (Martin) - basso (2008)
- Wacław J. Kiełtyka (Vogg) - chitarra (2008-2010)
- Marco Martell - chitarra ritmica (2010)
- Paweł Jaroszewicz - batteria (2013)

## Discografia
- 1992 - The Ultimate Incantation
- 1995 - De Profundis
- 1997 - Black to the Blind
- 2000 - Litany
- 2002 - Revelations
- 2004 - The Beast
- 2006 - Impressions in Blood
- 2009 - Necropolis
- 2011 - Welcome to the Morbid Reich
- 2014 - Tibi et Igni
- 2016 - The Empire
- 2020 - Solitude in Madness

## Videografia
- 2002 - More Vision and the Voice
- 2004 - Night of the Apocalypse
- 2007 - And Blood Was Shed In Warsaw